# Vimioso (freguesia)
Vimioso es una freguesia portuguesa del municipio de Vimioso, con 54,91 km² de superficie y 1208 habitantes (2001). Su densidad de población es de 22,0 hab/km².

## Galería

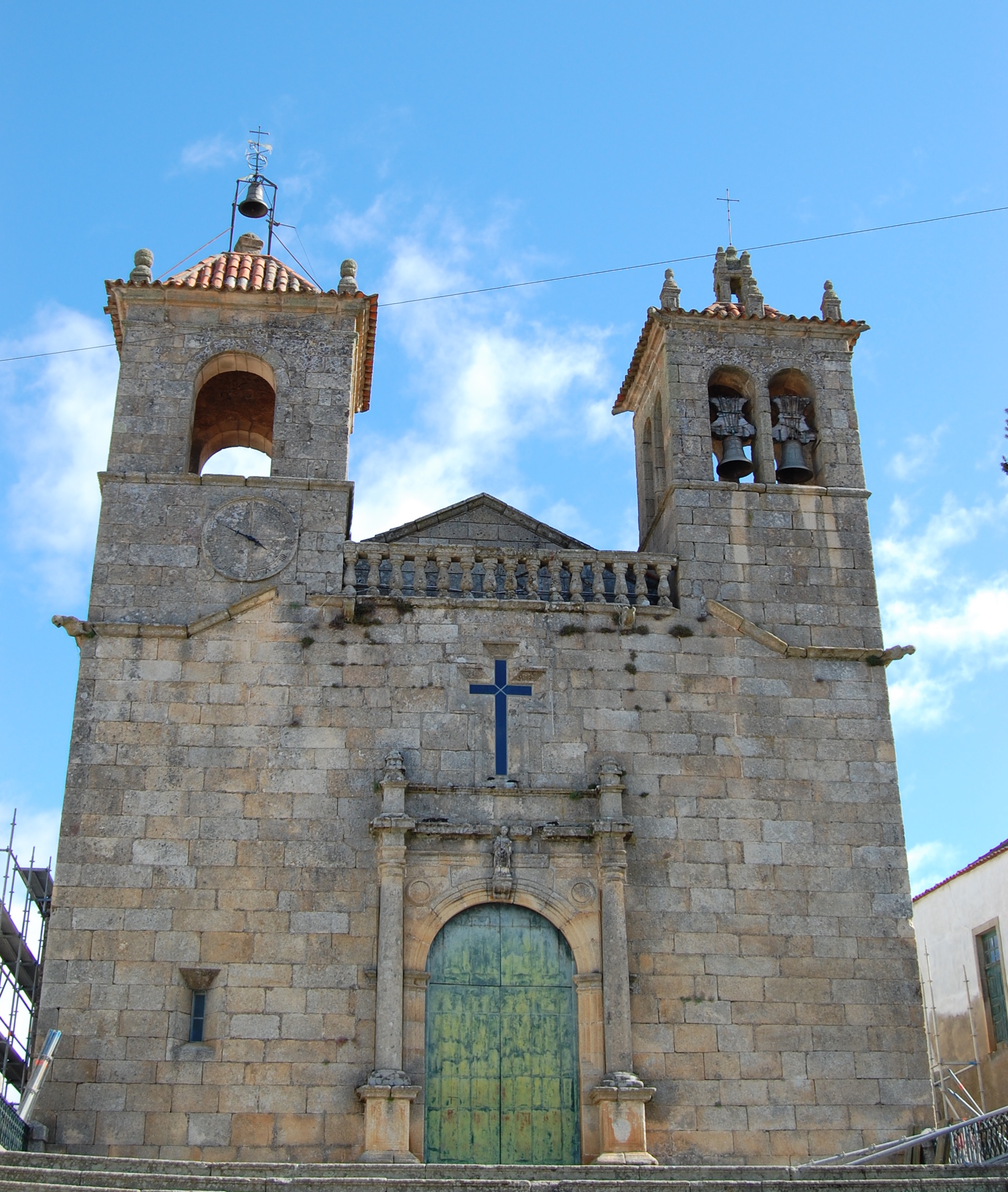
A Iglesia Matriz de Vimioso